# SStB – Cittanova bis Pottenstein
Die Dampflokomotiven SStB – Cittanova bis Pottenstein waren Stütztenderlokomotiven der Südlichen Staatsbahn (SStB) Österreich-Ungarns nach Bauart Engerth.
Die SStB beschaffte die neun Lokomotiven von der Wiener Neustädter Lokomotivfabrik.
Sie wurden 1856 mit den Fabriksnummern 165–168 und 171–175 geliefert und erhielten die Namen „CITTANOVA“, „ILLYRIEN“, „VELDES“, „MIRAMARE“, „ÖDENBURG“, „DORNAU“, „SAUERBRUNN II“ (1857 in „KÜSTENLAND“ umbenannt), „TERNITZ“ und „POTTENSTEIN“.
Wie alle Stütztenderlokomotiven der Engerth-Bauart waren sie im Betrieb nicht völlig befriedigend.
Alle Lokomotiven dieser Reihe kamen 1858 im Zuge der Privatisierung österreichischer Staatsbahnen zur Südbahngesellschaft, die sie als Reihe 1 bezeichnete.
Sie wurden bis 1863 ausgemustert.